# Álvaro Medrán Just
Álvaro Medrán Just (Dos Torres, Còrdova, 15 de març de 1994), més conegut com a Álvaro Medrán, és un futbolista professional andalús que juga com a migcampista a l'Al-Ittifaq FC Dammam.

## Carrera esportiva
Després de competir tres anys en les categories inferiors del Reial Madrid, el dia 18 d'octubre de 2014 va realitzar el debut oficial amb el primer equip contra el Llevant UE després de substituir Luka Modrić al segon temps. La setmana següent, el 29 d'octubre va jugar també diversos minuts contra la UE Cornellà. A més,va ser convocat per Carlo Ancelotti en diverses ocasions per viatjar amb el primer equip, dos d'elles enfront del Liverpool FC. El 9 de desembre de 2014 va marcar contra el PFC Ludogorets Razgrad el seu primer gol amb el primer equip del Reial Madrid.
El 9 de juliol de 2015 es va confirmar la seua cessió per un any per part del Reial Madrid al Getafe Club de Futbol, per agafar experiència en la màxima categoria i guanyar minuts.
L'11 de juliol de 2016 es va fer oficial el seu fitxatge pel València Club de Futbol fins al 2020 per una xifra propera a 1,5 milions d'euros.